# Estádio Joaquim José de Brito
O Estádio Joaquim José de Brito  é um estádio de futebol localizado na cidade de Pesqueira, no estado de Pernambuco, pertence à Prefeitura Municipal e é utilizado pelo Pesqueira.